# Tarek Aggad
Tarek Omar Abdul Fattah Aggad (nacido en 1971) (en árabe: طارق عمر عقاد) es un hombre de negocios saudí. Es el director ejecutivo de Aggad Investment Company (AICO), una empresa saudita diversificada, es hijo de Sheikh Omar Aggad , y creció en Riad, Arabia Saudita, donde asistió a escuelas locales. Aggad es miembro de la junta directiva de varias empresas de fabricación, distribución y servicios en Palestina, Jordania y Arabia Saudita.
En 1994, la compañía árabe de inversión palestina (APIC) fue fundada por su padre Omar Aggad. Es una compañía de inversiones con 8 subsidiarias en los campos de bienes de consumo, productos farmacéuticos, automóviles, venta minorista y materiales de construcción, y Tarek Aggad es el presidente, CEO
Desde su fundación, APIC se ha convertido en uno de los operadores más grandes de Palestina, con más de 3000 empleados.  Las subsidiarias de APIC ofrecen una amplia gama de productos y servicios a través de acuerdos de derechos de distribución con empresas multinacionales que incluyen a Philip Morris, Procter & Gamble, Kellogg's, Hyundai, Chrysler, Dodge, Jeep, Alfa Romeo, Fiat, Fiat Professional, XL Energy, Abbott, B. Braun, Eli Lilly, GlaxoSmithKline, Sanofi Aventis y Nivea, entre muchos otros.

## Fortuna
Aggad se desempeña como director en varias juntas, entre ellas Aggad Investment Company, Palestine Power Generation Company, Palestine Electric Company, Bank of Palestine, King Hussein Cancer Foundation, así como otras compañías en Palestine, Jordan y Arabia Saudita.
APIC es una compañía de inversión pública extranjera que cotiza en la Bolsa de Palestina (PEX: APIC). Sus inversiones son diversas en los sectores de fabricación, comercio, distribución y servicios en Palestina, Jordania, Arabia Saudita y los Emiratos Árabes Unidos a través de un grupo 8 subsidiarias: Siniora Food Industries; Unipal General Trading Company; Compañía de Automóviles Palestina; Compañía de Suministros y Servicios Médicos; Empresa Nacional de Aluminio y Perfiles (NAPCO); Compañía de Publicidad y Relaciones Públicas Sky ; Arab Leasing Company y Arab Arab Storage and Cooling Company.
En 2001, Aggad fue nombrado Líder Global del Mañana (GLT) en el Foro Económico Mundial en Davos.